# Patissa intersticalis
Patissa intersticalis là một loài bướm đêm trong họ Crambidae.